# 地狱屋2：阴曹酒店
《地狱屋2：阴曹酒店》（英語：Hell House LLC II: The Abaddon Hotel）是一部2018年美國尋獲佚失恐怖推理片，由斯蒂芬·科格內蒂編劇和導演，是2015年電影《地狱屋》的續集，讲述一群新聞工作者聚集在一起探索上一部電影事件發生後再次被廢棄的亞巴頓酒店。
該片於2018年9月20日在Shudder上上映，影評人的評價褒貶不一。

## 剧情
影片一开始，温迪·马利特讲述了她的悲剧：一年多前，她的儿子杰克逊·马利特闯入废弃的亞巴頓酒店，从此再也没有出来。一段影片显示，杰克逊疯狂地在酒店内奔跑求救，最后精神崩溃。可以看到一名邪教徒慢慢靠近他。
2017年10月6日，苏齐·麦库姆斯正在主持地狱屋的特别节目，阿诺德·塔瑟尔曼、米切尔·卡瓦诺（第一部电影中黛安娜·格雷夫斯的同事）和布罗克·戴维斯作为嘉宾出席。他们开始讨论地狱屋纪录片的真实性。阿诺德指出，他曾试图撤下米切尔的纪录片，认为这是一个骗局，对小镇的声誉造成了损害；而米切尔则重申，黛安娜和她的摄影师都死在了酒店里，那里并不是一个安全的地方。一个線上部落格的新闻团队正在观看这个节目。其主持人杰茜卡·福克斯声称，如果有米切尔的帮助，他们就可以闯入亞巴頓酒店，希望借此为自己的网站带来更高的人气。
他们在亞巴頓酒店外同米切尔见了面，米切尔说闯入酒店并不容易，因为警方正在酒店周围巡逻，以防止再发生失踪事件，比如曾有一名少年闯入酒店，在直播自己的冒险时失踪。在另一段影片中，一对夫妇搭载了一名陌生女子，要求将其送到酒店，结果发现这名女子正是2009年死于那起惨剧的一名游客的鬼魂。
闯入酒店四天后，痛苦的杰茜卡·福克斯接受了羅克蘭縣警方的询问。她不记得发生了什么，而且恐慌症发作了。
米切尔、杰茜卡、莫莉和戴维打算破门而入，布罗克·戴维斯和他的摄影师马尔科姆也加入进来，以超自然的方式调查这家酒店。然而，莫莉却不进去，选择一直待在外面。米切尔、杰茜卡和戴维前往地下室，而布罗克和他的摄影师则进入餐厅，酒店老板安德鲁·塔利和他的几个撒旦邪教信徒曾在那里一起自杀。他们试图通过占卜板与塔利沟通，却看到了一个女人的鬼魂。
莫莉应戴维的要求进入酒店。他们发现地狱屋原班人马中的亚历克斯早在2009年4月，也就是地狱屋灾难发生之前就到过亞巴頓酒店。可以看到他正在和镜头外的某人做交易。他们与莫莉碰面，却发现戴维从未向她求助过，这时他们决定离开，却发现自己已被困在里面。他们开始遇到超自然事件，包括2009年死去的地狱屋女演员梅利莎的鬼魂，以及布罗克和他的摄影师吊死的尸体。他们随后被鬼魂抓住送到餐厅。
回到节目，米切尔声称，酒店引诱人们进入是为了杀死他们，并将他们的灵魂困在那里。节目结束后，一位工作人员告诉苏齐，阿诺德·塔瑟尔曼打电话来道歉，因为他无法参加采访。苏齐大吃一惊，因为“塔瑟尔曼”刚刚才在节目结束后离开。
在酒店里，米切尔醒来，发现杰茜卡和莫莉被绑了起来，还有地狱屋的两名工作人员马克和亚历克斯的鬼影。塔利本人也出现了，嘲讽米切尔曾说过永远不会再进入酒店，但现在还是被他骗进来了，并揭露“塔瑟尔曼”就是塔利。然后，他看到黛安娜的鬼魂在弹钢琴。塔利告诉他，为了让多米诺骨牌继续倒下，他必须选择让两人中的一个走出酒店，以引诱更多的人进入酒店。最后莫莉被杀，米切尔精神崩溃，站了起来。杰茜卡拼命呼救。
现在，杰茜卡在警察局里。当审问她的警官转过身来时，可以看到她的鬼魂盯着镜头，原来她也死在了亞巴頓酒店里。

## 續集
《地狱屋3》（英語：Hell House LLC III: Lake of Fire）於2019年9月19日在Shudder獨家發行。這部電影的風格是一部紀錄片，講述了拉塞尔·温的故事，他是一位富有而神秘的企業家，他希望把亚巴頓酒店改造成根据《浮士德》改编的名为“失眠”的沉浸式剧院体验。儘管了解該地點的歷史，但他仍熱衷於繼續這項冒險，不顾其他人警告他正在發生令人恐懼的超自然事件。這促使紀錄片團隊調查拉塞尔的過去和之前的兩起事件，發現了暗示拉塞尔參與或監視那些事件的新鏡頭。當開幕之夜到來時，混亂接踵而至，但拉塞爾與塔利搏斗，在塔利殺死或奪走其他無辜生命之前制服了他。第二天，一名紀錄片攝製組成员認為拉塞爾很可能是一位天使，被派回來擊敗塔利，結束他的邪惡計劃。在電影結束之前，拉塞爾設法帶回了死在房子裡的原班人馬的靈魂，告訴他們他們已經擺脫了邪惡，但房子仍然囚禁著他們。
Film School Rejects對這部電影提出了批評，稱這是「一次雄心勃勃的嘗試，旨在結束一部恐怖三部曲，虽然這是一項值得慶祝的成就，但是最終的結果卻令人遺憾地失望。儘管如此，前兩部的粉絲——或者即使只是第一部——也可能會在亚巴頓酒店的最後絕唱中找到一些有價值的結局。”根據7則評論，這部電影在爛番茄上的評分為14%。